# Robert Estivals
Robert Estivals (* 5. November 1927 in Paris; † 10. August 2016 in Auxerre) war ein französischer Künstler, Forscher und Publizist auf dem Gebiet der Kommunikationswissenschaften und Linguistik. Er war ein Mitbegründer und wesentlicher Vertreter des Schematismus.

## Leben
In jungen Jahren schloss sich Estivals der literarischen und künstlerischen Bewegung des Lettrismus an, die er 1957 verließ. Im Verlauf seiner Karriere gründete er dann mehrere avantgardistische Bewegungen zur Ästhetik. Die wichtigsten waren der Ultralettrismus im Jahr 1957 zusammen mit Jacques de la Villeglé und François Dufrêne, den Signismus mit Altagor und Roger Chomeaux im Jahr 1959 und den Schematismus zusammen mit Luciano Lattanzi, Jean-Charles Gaudy, Gabrielle Vergez und Jaques Caux im Jahr 1960. Estivals Briefverkehr mit Guy Debord fand Erwähnung in den Zeitschriften Grâmmes (22. September 1960) und der fünften Ausgabe der Internationale situationniste.
1962 reichte Estivals seine Dissertation in Geschichte, 9 Jahre später seine zweite Dissertation in Literatur ein. Seit 1963 arbeitete er als Forscher an der CNRS und kuratierte dort die Sammlung "L’avant-garde esthétique" (Die ästhetische Avantgarde) unter dem Verleger Guy Le Prat in Paris. 1967 gründete er die Zeitschrift Revue Schéma et Schématisation (Zeitschrift für Schema und Schematisation).
Zwischen 1968 und 1993 lehrte er Informationswissenschaften an der Universität Bordeaux Montaigne. Während dieser Zeit gründete er die Gesellschaft für Bibliologie und Schematisation (französisch Société de bibliologie et de schématisation) und schrieb eine Reihe von Essays zur Wissenschaft von Schrift und Buch, die er Bibliologie nannte. 
1983 war er Mitglied des Nationalen Rates der Universitäten (Conseil national des Universités - CNPU) und wurde ein Jahr später Präsident des nationalen Kolloquiums über Forschung und Lehre im Bereich des Buches in Frankreich (Colloque national sur la Recherche l'enseignement du Livre en France) für das Kulturministerium im Centre G. Pompidou. Schließlich war er 1986 Gründungspräsident der Internationalen Bibliologischen Gesellschaft von Frankreich (L'Internationale de Bibliologie).
Im Jahr 1993 eröffnete Robert Estivals in Noyers-sur-Serein sein eigenes Museum, das „Maison du Schematisme et de la Bibliologie“ (Haus des Schematismus und der Bibliologie). Er richtete dort eine sehr bedeutende Sammlung avantgardistischer Gemälde und vor allem eine umfangreiche Bibliothek ein, in der alles erdenkliche, was mit dem geschriebenen Wort und dem Buchwesen zu tun hat, katalogisiert und archiviert wurde.

## Schriften
- La Défense. Contribution à la théorie de la composition littéraire. Le Soleil noir, 1955.
- L’Élément plastique complément. 1957.
- Initiation à l’URSS. 1959.
- Le Dépôt légal sous l'ancien régime, de 1537 à 1791. Paris, Marcel Rivière, 1961.
- L’Avant-garde culturelle parisienne depuis 1945. 1962.
- L’Hypergraphie idéographique synthétique. 1964.
- La Statistique bibliographique de la France sous l'ancien régime au xviiie siècle. 1965.
- L’Avant-garde : étude historique des publications périodiques. 1968.
- La Bibliométrie bibliographique. 1971.
- Un Sociocrate. 1974.
- Schémas pour la Bibliologie. 1978.
- La Bibliologie. 1978 ; éd. revue 1987, ISBN 2-13-040191-0.
- Du Structuralisme au Schématisme. 1982.
- Le Livre dans le Monde. 1983.
- L’Évolution graphique des Plans de Paris. 1983, ISBN 2-904581-00-6.
- Le Livre en France, la recherche et l’enseignement. 1984, ISBN 2-7256-1088-5.
- La Dragogyne ou le schéma féminin. 1984.
- Jaurès et ses images. 1985.
- La Bibliologie. 1987.
- Théorie, méthodologie et recherche en bibliologie. Bibliothèque nationale, 1991.
- Les Sciences de l'écrit. 1993.
- Petite anthologie francophone de la bibliologie. 1993.
- Communication fonctionnelle dans l'entreprise. 1996.
- Thesaurus de la bibliologie. 1999.
- Théorie du schéma graphique. 2000, ISBN 2-904581-85-5.
- Le Schématisme. 2002, ISBN 2-904581-16-2.
- Biographie, bibliographie, bibliométrie et bibliotique. 2002.
- Théorie générale de la schématisation 1 - Epistémologie des sciences cognitives. 2002.
- Théorie générale de la schématisation 2 - Sémiotique du schéma. 2003.
- Théorie générale de la schématisation 3 - Théorie de la communication. 2003.
- Le Signisme : la génération du signe. 1945-1968 : lettrisme, ultra-lettrisme, signisme, internationale situationniste, schématisme. 2007.
- Les Écoles du schématisme et de la schématologie. 2007.
- La Bibliologiescientifique. 2009.
- De l'avant-garde à la crise - L’évolution de l'art moderne et contemporain, 2009.
- La bibliographie scientifique et l'école internationale de bibliologie - Schéma et schématisation. 2010.
- La production des imprimés en langues régionales en France - Revue de bibliologie n°74. 2011.
- Hommage international à Elena Savova - D’un siècle à l’autre : de Marx à la bibliologie. 2012.
- L’écrit informatisé - Revue de bibliologie n°76. 2012.
- Le cycle interséculaire du libéralisme et du communisme - Vers la lutte finale ? - Revue de bibliologie n°79. 2013.
- La lutte finale et la bibliologie africaine. (= Revue de bibliologie n°80) L'Harmattan, Paris 2014, ISBN 978-2-296-99419-5.